# 仁川国際空港公社
仁川国際空港公社 (インチョンこくさいくうこうこうしゃ、韓: 인천국제공항공사、英: Incheon International Airport Corporation、IIAC)とは、1999年に大韓民国で設立された仁川国際空港の運営を行う公社である。

## 概説
韓国を代表する大企業であり、大学生が入社を希望する会社ランキング（インクルート調べ）でも、2018年から3年連続で１位となっている。2019年の競争倍率は187倍と就職は狭き門であり、高学歴であるのはもちろんのこと、TOEICの点数はほぼ満点でなければ書類通過もできないという。
2021年9月28日に北海道エアポートと利用促進等に関する業務協約を結んでいる。

## 仁国公問題
2017年、「公共部門の非正規職ゼロ」を掲げる文在寅が韓国大統領に当選した。就任３日目の同年5月12日、文大統領は仁川国際空港を電撃訪問し、非正規職員を正規職化すると約束した。
その後約3年間は動きがなく、非正規職員らからは約束の履行を求めて文大統領に対する怒りの声が上がっていたが、2020年6月22日に公社の非正規職員のうち、1900人を正規職に雇用転換するという発表が出された。
非正規職員は単純業務を行うことを前提に雇用され、その採用条件は高卒以上・年齢不問・資格不問と正社員とはあまりにも異なり、高い報酬と充実した福利厚生を夢見て上述したような厳しい競争を勝ち抜いてきた正社員たちからは、”逆差別”であるとして不満の声が上がっている。公社の労働組合は監査院に「一方的で拙速な正社員転換」に対する監査を要請し、争議を辞さない構えを見せている。また、在職者たちだけでなく、公社就職の間口が閉ざされることを懸念する若者たちや、雇用転換の対象とならない同業の非正規職員たちも憤っている。